# Amministrazione straordinaria speciale
L'amministrazione straordinaria speciale è una procedura concorsuale prevista nell'ordinamento giuridico italiano dalla legge 18 febbraio 2004, n. 39, di conversione del decreto legge 23 dicembre 2003, n. 347.
Si differenzia dall'amministrazione straordinaria comune per le regole che la disciplinano volte ad avviare velocemente e preferibilmente un programma di ristrutturazione.

## La procedura

### Presupposti
Sono assoggettabili alla procedura concorsuale in questione le imprese soggette a fallimento ed in stato di insolvenza con questi criteri aggiuntivi:
- Esistenza da più di un anno
- Nell'anno precedente alla dichiarazione almeno 500 dipendenti
- Debiti per non meno di 300 milioni di euro. La procedura di amministrazione straordinaria speciale è però oggi fruibile sia se l'impresa intende perseguire il recupero dell'equilibrio economico attraverso un programma di ristrutturazione, sia se si vuole realizzare un programma di cessione, essendo venuto meno con successivi interventi legislativi la rigida preclusione verso questo secondo tipo di programma originariamente prevista (art. 1, d.l. 347/2003, come modificato da ultimo dal d.l. 134/2008, cono. con legge 166/2008).

### Iter
L'ammissione all'amministrazione straordinaria speciale è disposta direttamente dal Ministro dello sviluppo economico su richiesta dell'impresa insolvente: non è prevista d'ufficio o per azione dei creditori, che possono comunque chiederne il fallimento. Parallelamente l'impresa deve presentare ricorso al tribunale affinché questo accerti lo stato di insolvenza, ma l'accertamento giudiziale avviene già ad amministrazione straordinaria aperta: qualora il Tribunale rigetti tale accertamento, la procedura viene chiusa salvo le operazioni già commesse.
In caso di accertamento positivo, il Tribunale dichiara con sentenza lo stato d'insolvenza, i cui effetti retroagiscono al momento dell'emanazione del decreto ministeriale.
Entro centottanta giorni dalla nomina, comunque prorogabili per altri novanta, il commissario straordinario deve presentare il programma di ristrutturazione al Ministro. Il programma, in caso di gruppo societario, può essere unico per tutti e contenere un concordato con il quale vengono soddisfatti i creditori. Nel frattempo lo stesso commissario può proporre azioni revocatorie, con l'eccezione che queste possono essere esperite anche e nonostante l'autorizzazione a procedere al programma di ristrutturazione, che nella procedura ordinaria non le prevede. L'unico limite è che queste azioni siano un vantaggio per i creditori.
Il Ministro può rigettare o autorizzare l'attuazione del programma. Nel primo caso il commissario può convertire il programma di ristrutturazione in uno di cessione dei beni aziendali, purché sia attuabile nei successivi due anni e proposto i 60 giorni successivi al rigetto. Altrimenti la procedura si converte in fallimento automaticamente.
Se invece il Ministro autorizza la procedura prosegue, rispettando quanto previsto dal programma autorizzato.
Il commissario straordinario può, prima dell'approvazione del programma:
- Pagare debiti anteriori all'apertura della procedura, se autorizzato dal giudice, quando ciò sia necessario per evitare un grave pregiudizio alla continuazione dell'attività o alla consistenza patrimoniale dell'impresa stessa.[1]
- Compiere operazioni che risultano necessarie per salvaguardare la continuità aziendale: il Ministro deve autorizzare operazioni superiori ai 250.000€

Il Concordato è proponibile soltanto dal commissario straordinario.